# Jacint Capella i Feliu
Jacint Capella i Feliu   (Barcelona, 18 d'octubre de 1878 - Madrid, 5 de març de 1935) fou un escriptor i dramaturg català.

## Biografia
Va ser fill del també escriptor Jacint Maria Capella, amb el qual s'ha confós a vegades, atribuint al fill obres que va escriure el pare, i net del també escriptor Francesc de Paula Capella i Sabadell (Barcelona 1823-1901). Fou crític teatral de La Renaixença abans d'anar a viure a Madrid, a on es va traslladar l'any 1905, publicant a partir de llavors en castellà. Va escriure, sol o en col·laboració, nombrosos llibrets de sarsueles, revistes, vodevils i obres còmiques i de género chico, per exemple la joguina còmica El creso de Burgos. D'una altra tipus d'obra són La verdad de Primo de Rivera: intimidades y anécdotas del dictador (1933) i el llibre de viatges La ciudad tranquila (Guatemala): impresiones de un viaje a través del país de la eterna primavera (1916). Efectivament va viatjar a la Amèrica Central, on va estrenar el juny de 1910 la sarsuela Entre rocas al Teatre Payret de l'Havana, però poc se sap de la seva vida durant els anys que va passar al continent. Va viure a la ciutat de Mèxic l'any 1911, dirigint una companyia espanyola de sarsuela i on es va veure implicat en un duel a mort. L'any 1919 trobem referències de que havia tornat a Madrid, com a gerent del teatre Ideal Rosales. Va treballar després com a redactor a diferents diaris madrilenys, arribant a dirigir El Noticiero del Lunes. No va tornar a estrenar fins al 1931, quan va començar una col·laboració amb José de Lucio.
Va morir el 5 de març de 1935 a Madrid, per causa d'una broncopneumònia.

## Obres

### En català
- Don Tranquil, comèdia en un acte i en prosa (1898), estrenada al Teatre Romea (companyia Teatre Català) de Barcelona el 23 d'abril de 1898.[15]
- La planxadora, sainet en un acte (1900), estrenat al Teatre Romea (companyia Teatre Català) de Barcelona el 12 de febrer de 1900.[16]
- El dinar de bodas (1904), sainet en un acte i en prosa, escrit conjuntament amb Santiago Boy, estrenat al Teatre Romea de Barcelona el 5 de febrer de 1904.[17]
- El restaurant d'en Badó, o, L'anell del carrer (1899), sainet en un acte estrenat al Teatre Romea (companyia Teatre Català) de Barcelona el 28 de desembre de 1898.[18]
- La gent de l'ordre, comèdia dramàtica en tres actes (1901), estrenada al Teatre de les Novetats el 28 de gener de 1901.[19]
- Llibre del dolor (1903), prosa, amb pròleg de Santiago Rusiñol.[20]
- Barcelona al dia (1904), sarsuela (capritx còmic-líric) en un acte, música de Eveli Burrull, estrenat al Teatre Novetats de Barcelona el 23 de setembre de 1904.[21]

### Obres no originals traduïdes al català
- Els allotjats, vodevil en tres actes, obra original en francès, traducció de Jacint Capella, estrenat l'11 d'agost de 1904 al Teatre Novetats de Barcelona.[22]
- El carnet del diable, opereta fantàstica d'Ernest Blum i Paul Ferrier, música de Gaston Serpette, amb títol original Le carnet du Diable (1895), en francès, traducció catalana de Jacint Capella, estrenada al Teatre Nou el 13 de maig de 1910.[23]

### En castellà
- Casa propia, comèdia (joguina còmica) en tres actes i en prosa (1905), estrenada al Teatre de la Princesa de Madrid el 26 de novembre de 1905.[24]
- La gatita blanca, sarsuela (humorada lírica) en un actes (1905), conjuntament amb José Jackson Veyan, música d'Amadeu Vives i Gerónimo Giménez, estrenada al Teatre Còmic de Madrid el 23 de desembre de 1905.[25]
- El recluta, sarsuela (joguina còmica-lírica) en un acte (1906), conjuntament amb José Jackson Veyan, música de Quinito Valverde i Tomás López Torregrosa, estrenada al Teatre Eslava de Madrid el 23 de març de 1906.[26]
- La machaquito, sarsuela en un acte (1906), conjuntament amb Luis de Larra, música d'Amadeo Vives i Gerónimo Giménez, estrenada al Teatre Eslava de Madrid el 29 de maig de 1906.[27]
- El guante amarillo, sarsuela (humorada lírica) en un acte (1906), conjuntament amb José Jackson Veyan, música d'Amadeu Vives i Gerónimo Giménez, estrenada al Teatre Còmic de Madrid el 5 d'octubre de 1906.[28]
- La boleta de alojamiento, vodevil en 3 actes (1906), traducció de Jacint Capella i Antonio Palomero Model, música de Vicent Costa i Nogueras.[29]
- El palacio de cristal, sarsuela en un acte (1907), conjuntament amb José Jackson Veyan, música de Tomás López Torregrosa, estrenada al Gran Teatre de Madrid el 21 de gener de 1907.[30]
- La vida alegre, sarsuela (humorada lírica) en un acte (1907), conjuntament amb Manuel Fernández Palomero, música de Vicent Lleó i Balbastre i Luis Foglietti, estrenada al Teatre Còmic de Madrid el 5 d'abril de 1907.[31]
- La gran noche, sarsuela (entremès líric) en un acte (1907), conjuntament amb Joaquín González Pastor, música de Luis Foglietti, estrenada al Teatre Eslava el 4 de desembre de 1907.[32]
- Granito de sal, sarsuela (humorada lírica) en un acte (1908), conjuntament amb Joaquín González Pastor, música de Luis Foglietti, estrenada al Teatre Romea de Madrid el 21 de febrer de 1908.[33]
- La boda roja, sarsuela dramàtica en un acte (1909), conjuntament amb Joaquín González Pastor, música de Josep María Carbonell, estrenada al Teatre Novetats de Madrid el 10 d'abril de 1908.[34]
- La mujer española, sarsuela en un acte (1908), conjuntament amb Joaquín González Pastor, música de Luis Foglietti, estrenada al Teatre Romea de Madrid el 20 de maig de 1908.[35]
- La brocha gorda, revista en un acte (1907), conjuntament amb Joaquín González Pastor, música de Rafael Calleja i Tomás López Torregrosa, estrenada al Gran Teatre de Madrid el 24 de maig de 1907.[36]
- El trust de les mujeres, sarsuela (humorada) en un acte (1908), conjuntament amb Ramón Asensio Mas, música de Gerónimo Giménez, estrenada al Teatre Salón Regio de Madrid el 24 d'octubre de 1908.[37]
- Ki-tha i Pohn, sarsuela (bufonada japonesa) en un acte (1908), conjuntament amb Joaquin Gonzalez Pastor, música de Guillermo Cereceda i Rafael Calleja.[38]
- La eterna revista, sarsuela (humorada lírica) en un acte (1908), conjuntament amb Ramón Asensio Mas, música de Ruperto Chapí i Gerónimo Giménez, estrenada al Teatre Eslava de Madrid el 18 de juliol de 1908.[39]
- El Becerro de oro, vodevil en un acte (1908), música d'Alvarez del Castillo (pseudònim d'Amadeu Vives), estrenat al Teatre Eslava de Madrid el 10 d'abril de 1909.[40]
- Los dos rivales, sarsuela (humorada) en un acte (1908), conjuntament amb Ramón Asensio Mas, música de Gerónimo Giménez, estrenada al Teatre Martín de Madrid el 7 de novembre de 1908.[41]
- El garrotín, sarsuela (humorada) en un acte (1908), conjuntament amb Ramón Asensio Mas, música de Luis Foglietti, estrenada al Teatre Salón Regio de Madrid el 7 de novembre de 1908.[42]
- Yo, gallardo y calavera..., sarsuela en un acte (1908), conjuntament amb Joaquín González Pastor, música de Rafael Calleja, estrenada al Teatre Romea de Madrid el 28 de març de 1908.[43]
- México al día, o, México en la mano (1911), conjuntament amb Rafael Gascón Aquilué, música de Lauro D. Uranga, estrenada en Mèxic el 10 de juny de 1911.[44]
- La ciudad tranquila (Guatemala): impresiones de un viaje a través del país de la eterna primavera (1916).[7]
- A divorciarse tocan, comèdia (joguina còmica) en tres actes (1931), conjuntament amb José de Lucio, estrenada al Teatre Còmic de Madrid el 10 de desembre de 1931.[45]
- El niño de las coles, comèdia (joguina còmica) en tres actes (1932), conjuntament amb José de Lucio, estrenada a Sant Sebastià el 2 de setembre de 1932.[46]
- La verdad de Primo de Rivera: intimidades y anécdotas del dictador (1933).[6]
- El creso de Burgos, joguina sainet en tres actes i en prosa (1933), conjuntament amb José de Lucio, estrenada al Teatre de la Comèdia de Madrid el 27 d'octubre de 1933.[47]
- ¡Caramba con la Marquesa!, comèdia (joguina còmica) en tres actes (1934), conjuntament amb José de Lucio.[48]
- Fu-Chu-Ling, farsa còmica en tres actes (1935), conjuntament amb José de Lucio, estrenada al Teatre Beatriz de Madrid l'11 de desembre de 1934.[49]
- Cloti la corredora, melodrama en cinc actes (1935), conjuntament amb José de Lucio.[50]